# Wahlen zur Nationalen Volksversammlung in Angola 1986
Die Wahlen zur Nationalen Volksversammlung in Angola 1986 fanden am 9. Dezember 1986 statt und waren Scheinwahlen. Auf den Stimmzetteln standen nur die Kandidaten der einzig legalen Partei im damaligen Ein-Parteien-Staat Angola, der marxistisch-leninistische Staatspartei Movimento Popular de Libertação de Angola (MPLA).
Ein System indirekter Wahlen und Kandidatenfindung durch Komitees garantierte, dass nur der Staatspartei genehme Kandidaten wählbar waren. 289 Sitze wurden so vergeben. Die Kandidaten mussten Mitglied der Regierungspartei MPLA sein und sich auf öffentlichen Versammlungen den Fragen der Wähler stellen.